# Laurens de Haan

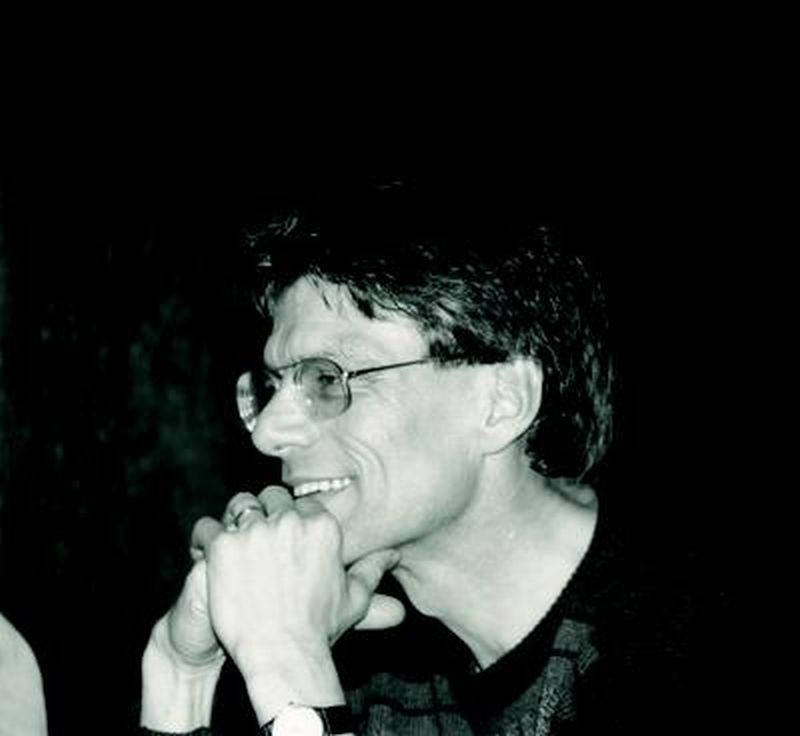
Laurens de Haan 1987

Laurens Franciscus Maria de Haan, auch Laurentius Franciscus Maria de Haan (* 15. Januar 1937 in Rotterdam) ist ein niederländischer Mathematischer Statistiker, bekannt für Beiträge zur Extremwerttheorie. Er ist Professor an der Universität Rotterdam.

## Leben
De Haan erhielt 1966 sein Diplom als Mathematiker und wurde 1970 an der Universität Amsterdam bei Johannes Runnenburg promoviert (On Regular Variation and its Application to the Weak Convergence of Sample Extremes). Er forschte ab 1966 am Mathematisch Centrum (CWI) in Amsterdam. 1971/72 war er Gastprofessor an der Stanford University. 1977 bis zu seiner Emeritierung 1988 war er Professor an der Universität Rotterdam.
Seine Arbeit in Extremwertstatistik war teilweise motiviert durch das Deltaprojekt, der Verteidigung der Küstenlinien der Niederlande gegen Sturmfluten. Hier war er am Overschrijdingslijnen-Projekt beteiligt (zur Festlegung von Deichhöhen aus statistischen Daten, von der Rijkswaterstaat-Behörde, Centrum Wiskunde & Informatica (CWI) und dem Meteorologischen Dienst der Niederlande), das 1984 bis 1992 lief, und am Neptun-Projekt (beendet 1997 und von der EU gefördert). In der Extremwertstatistik arbeitete er auch mit A. A. Balkema (Guus Balkema) zusammen. Er befasst sich auch mit Extremwerttheorie in der Wirtschaft.
De Haan war von 2008 bis 2011 in Teilzeit Professor für Statistik an der Universität Tilburg. 1994 war er Gastprofessor an der Universität Peking.
Er ist Fellow des Institute of Mathematical Statistics (1977). 2000 wurde er Ehrendoktor in Lissabon.

## Schriften
- mit Ana Ferreira: Extreme Value Theory: An Introduction, Springer Series in Operations Research and Financial Engineering 2006